# NATO Response Force

Wappen der NRF

Die NATO Response Force (NRF, deutsch NATO-Reaktionsstreitmacht) war von 2003 bis 2024 eine Eingreiftruppe der NATO, die in zeitlich hoher Verfügbarkeit durch ihren modularen Aufbau in einem breiten Spektrum möglicher Operationen eingesetzt werden konnte. Sie bestand aus Kontingenten von Land- und Luftstreitkräften sowie Marine- und Spezialeinheiten.

## Geschichte
Beim informellen Treffen der NATO-Verteidigungsminister in Warschau vom 23.–25. September 2002 schlug der damalige US-Verteidigungsminister Donald Rumsfeld den Aufbau einer schnellen Eingreiftruppe vor. Auf dem NATO-Gipfel in Prag am 21./22. November 2002 beschlossen die Staats- und Regierungschefs den Aufbau der NRF und gaben die Entwicklung eines umfassenden Konzepts in Auftrag. Fünf Monate später wurden vom NATO-Militärausschuss (Military Committee) die wichtigsten militärischen Rahmenbedingungen für die Aufstellung und den Einsatz der NRF in Grundsatzdokumenten festgelegt. Das Gesamtkonzept folgte auf dem Frühjahrstreffen der NATO-Verteidigungsminister am 12./13. Juni 2003. Unter anderem wurden Kriterien für Aufstellung, Ausbildung und Zertifizierung und die weiteren Implementierungsschritte festgelegt.
Die Konzeptentwicklungs- und die Implementierungsphase überlappten sich teilweise. Am 15. Oktober 2003 begann offiziell die „Implementation Stage NRF“, noch mit begrenzten Fähigkeiten und einer 30-Tage-Verlegebereitschaft als erster Test für die NRF-Verfahren und -Strukturen. Am 13. Oktober 2004 wurde nach Durchführung der Übung Destined Glory ’04 auf Sardinien die vorläufige (bedingte) NRF-Einsatzfähigkeit (Initial Operational Capability) mit etwa 17.000 Soldaten erklärt.
Im Jahr 2005 wurden Teile der NRF zur Katastrophenhilfe, insbesondere zum Transport von Hilfsgütern, in den USA (Hurrikan Katrina) und in Pakistan (Erdbebenhilfe) eingesetzt.

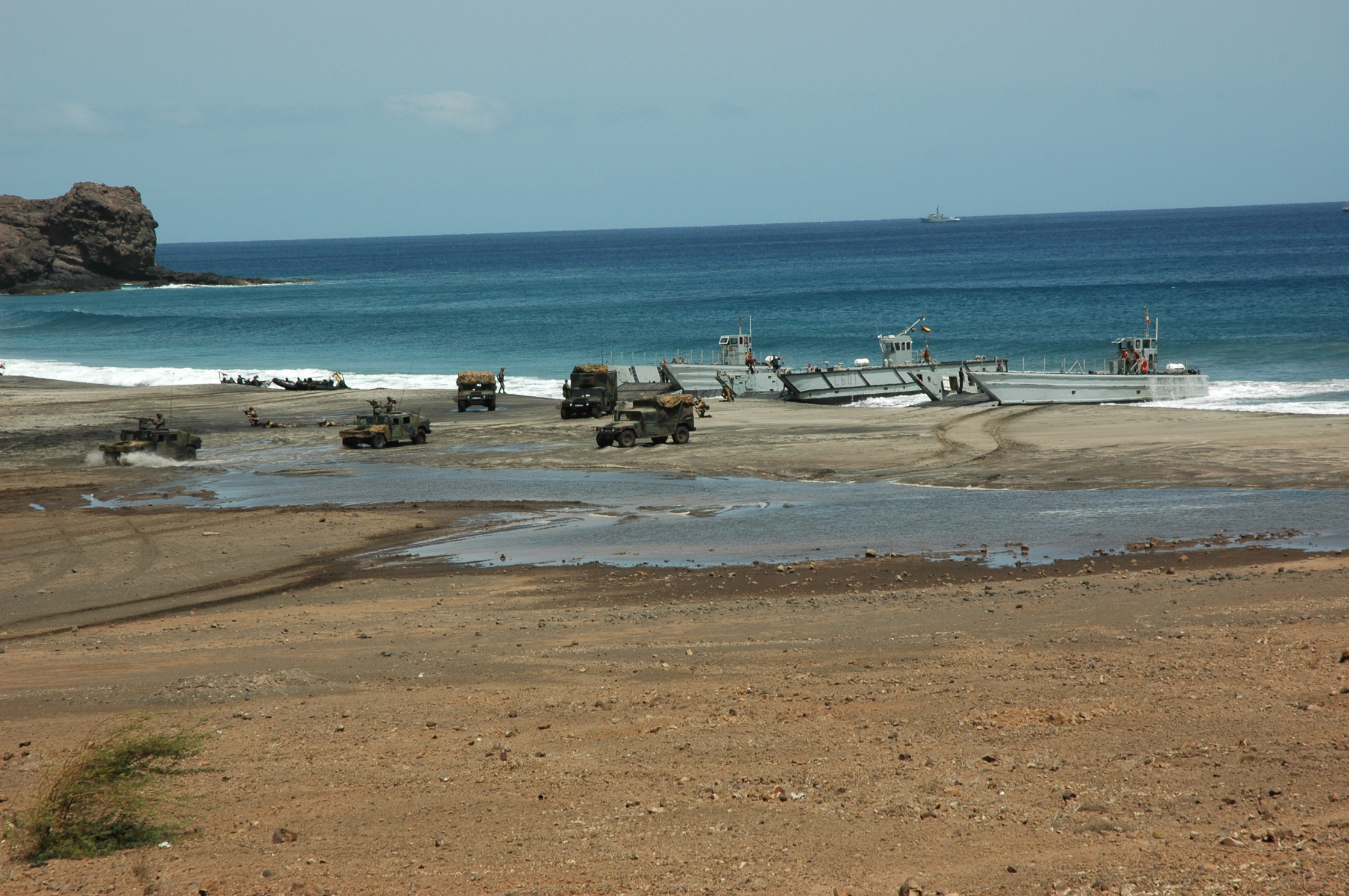
Das NATO-Militärmanöver Steadfast Jaguar im Juni 2006 auf São Vicente

Auf den Kapverden testete vom 1. Juni bis 12. Juli 2006 die NATO die Einsatzfähigkeit der NRF erstmals mit einem großen Manöver. An der Übung Steadfast Jaguar nahmen 6.500 Soldaten teil, darunter 2.000 deutsche Soldaten. Das deutsche Kontingent umfasste unter anderem Soldaten der Deutsch-Französischen Brigade und des Jägerbataillons 292 sowie die Fregatte Augsburg, den Einsatzgruppenversorger Berlin und andere Einheiten der Marine.
Die Koordination dieses NATO-Großmanövers übernahmen gemäß dem Rotationsprinzip für die Marinekräfte (MARFOR) der spanische Stützpunkt in Rota, für die Luftstreitkräfte die Ramstein Air Base und als Führungsschiff und mobiler Gefechtsstand operierte das amphibische Führungsschiff Mount Whitney, zugleich Flaggschiff der 6. US-Flotte. Oberkommandierender der NRF-Übung war der deutsche General Gerhard Back.
Beim NATO-Gipfel in Riga im November 2006 erfolgte schließlich die Erklärung der vollen Einsatzbereitschaft („Full Operational Capability“), nachdem diese mit NRF-Kräften im Juni 2006 bei der Übung Steadfast Jaguar auf den Kapverdischen Inseln demonstriert worden war.
Im Juli 2007 wurde die Einsatzbereitschaft der NRF durch den NATO-Oberbefehlshaber (SACEUR) US-General Craddock in Frage gestellt, da durch mangelnde Bereitschaft zur Bereitstellung von Kräften im NRF-CJSOR dringend erforderliche Fähigkeiten der NRF nicht oder unzureichend vorhanden sind.
Beim Treffen der NATO-Verteidigungsminister in Noordwijk Ende Oktober 2007 wurde daher beschlossen, das NRF-Konzept anzupassen. Die Umsetzung steht noch aus.
Im März 2008 beschloss das NATO-Nichtmitglied Finnland, sich unterstützend an der NRF zu beteiligen, ohne jedoch an der Truppenrotation teilzuhaben.
Im Rahmen der Neuausrichtung der NRF fanden 2015 mehrere Militärmanöver statt. Darunter Verlegeübungen der Reihe Noble Jump vom 1. bis 10. April 2015 in den Niederlanden und Tschechien. Beteiligt waren 1.500 Soldaten aus 11 Staaten, unter anderem das tschechische 43. Luftlandebataillon aus Chrudim, die niederländische 11 Luchtmobiele Brigade und 750 Bundeswehrsoldaten des Panzergrenadierbataillons 371 aus Marienberg. Vom 9. bis 20. Juni fand das Manöver Noble Jump II in Żagań (Polen) statt. Vom 21. Oktober bis 6. November 2015 fand das Großmanöver Trident Juncture 2015 statt in Italien, Spanien und Portugal mit über 25.000 Soldaten aus über 30 Nationen, darunter 3.000 Bundeswehrsoldaten. Das Manöver wurde vom Multinationalen Kommando Operative Führung der Bundeswehr vorbereitet.
In der Folge des Russischen Überfalls auf die Ukraine 2022 erfolgte die Verlegung der NRF an die Ostflanke der NATO. Das Konzept wurde in den Folgejahren im Rahmen eines New Force Models weiterentwickelt und die NRF Mitte 2024 durch die Allied Reaction Force (ARF) ersetzt.

## Idee
Mit der Schaffung der NRF wurden zwei Ziele verfolgt:
- Einerseits sollte ein hocheffizientes Kräftedispositiv in einer sehr hohen zeitlichen Verfügbarkeit (verlegbar innerhalb von 5 bis 30 Tagen) zusammengestellt werden. Mit der Fähigkeit zum weltweiten Einsatz sollen mögliche entstehende Krisen frühzeitig bereits durch Abschreckung – also noch vor einem tatsächlichen militärischen Einsatz – eingedämmt bzw. unterbunden werden. Die Bandbreite möglicher Einsätze der NRF umfasst das gesamte Spektrum von NATO-Operationen, wie humanitäre Hilfe, Evakuierungsoperationen, Durchsetzung von Embargos, Unterstützung nach Terroranschlägen, Kampf gegen terroristische Kräfte, bis hin zu Kampfeinsätzen als „Initial Entry Force“ (Kräfte der ersten Stunde).
- Die NRF dient im Rahmen der Transformation der Verbesserung der Einsatzfähigkeit der NATO-Streitkräfte, vor allem der europäischen Anteile.[11] Erklärte Zielsetzung ist, mittels der NRF die Fähigkeiten der jeweiligen nationalen Streitkräftebeiträge zunehmend zu verbessern. Im Vordergrund stehen vor allem die Fähigkeit zur strategischen Verlegung von Kräften und die Verbesserung der Interoperabilität, um streitkräftegemeinsam und multinational Einsätze durchführen zu können. Dies soll vor allem durch gemeinsame Übungen und die Erarbeitung gemeinsamer Standards erreicht werden.

## NRF in der Kräftestruktur der NATO
Die NRF war kein eigenständiges neu aufgestelltes Element. Sie griff vielmehr auf die bereits vorhandenen Kräfte der NATO-Streitkräftestruktur zurück. Diese wurden der NATO abwechselnd im Rahmen einer Vorbereitungsphase jeweils für Übungen und Überprüfungen angezeigt und (derzeit) für ein Jahr in erhöhter Bereitschaft gehalten. Diese Vorgehensweise sollte unter anderem sicherstellen, dass möglichst viele Verbände am Verbesserungsprozess teilhaben konnten.
Gleichzeitig war dies aber die größte Herausforderung für viele Nationen: Bei parallel laufenden Einsätzen bedeutete eine NRF-Assignierung eine zusätzliche, gegebenenfalls zu hohe Belastung für die Streitkräfte. Hinzu kam, dass die Übungsbeteiligung und die geforderte materielle Ausstattung hohe finanzielle Belastungen für den Truppensteller bedeuteten, die vor dem Hintergrund überdehnter Verteidigungshaushalte häufig nicht zu leisten war.

## Zusammensetzung
Die NRF hatte eine Stärke von rund 50.000 Soldaten. Sie setzte sich zusammen aus Landstreitkräften in der Stärke von bis zu drei vergrößerten Brigaden, Seestreitkräften bis zur Stärke einer „NATO Task Force“ (einer Flugzeugträgerkampfgruppe) und Luftstreitkräften für bis zu 200 Einsätze pro Tag und erforderlichen Unterstützungkräften. Sie war für bis zu 30 Tage durchhaltefähig.
Die operative Führung der NRF erfolgte durch Hauptquartiere der NATO-Kommandostruktur (JFC Brunssum/JFC Neapel/JHQ Lissabon (Seit Dezember 2012 aufgelöst)) für jeweils zwölf Monate.

## Struktur der NRF ab 2015 bis zu ihrer Ablösung
Die NRF-Struktur im Rahmen des Readiness Action Plan bestand nach der russischen Besetzung der Krim aus vier Elementen:
- dem Joint Task Force HQ, einem verlegfähigen multinationalen Hauptquartier für die Einsatzleitung,
- der Very High Readiness Joint Task Force (VJTF), dem hochverfügbaren multinationalen schnellen Eingreifverband,
- der Initial Follow On Forces Group (IFFG), den Folgekräften in der Anfangsphase aus schnell verlegbaren Eingreifkräften und
- der Follow-on Forces Group (FFG), den nachfolgenden Kräften.

Nach einer Aufstockung 2015 von 13.000 auf 40.000 Soldaten umfasst die NATO-Eingreiftruppe NRF bislang (Stand: Februar 2022) rund 50.000 Soldaten.

NATO-Generalsekretär Jens Stoltenberg kündigte am 27. Juni 2022 an, dass die NATO die Zahl ihrer schnellen Eingreifkräfte auf mehr als 300.000 erhöhen will.

## Grundlagen des Einsatzes
Den Beschluss zum Einsatz der NRF hätten die NATO-Staaten grundsätzlich einstimmig im Nordatlantikrat (North Atlantic Council) gefasst.
Wäre er erfolgt, wären im Rahmen der Operationsplanung die erforderlichen Fähigkeiten festgestellt worden. Die Mitgliedstaaten, die diese Fähigkeiten im CJSOR zur Verfügung gestellt hätten, hätten mit einer offiziellen Bestätigung angezeigt, ob sie ihre gemeldeten Kräfte für diesen Einsatz freigeben oder herauslösen würden. Diese Freigabe unterlag in Deutschland dem Parlamentsvorbehalt.

### Offizielle Informationen
- Homepage (englisch)
- Allied Command Operations (englisch) (Memento vom 20. Oktober 2003 im Internet Archive)
- Bewertung der NATO Response Force im NATO REVIEW (englisch)
- Allied Rapid Reaction Corps (englisch) (Memento vom 30. Oktober 2003 im Internet Archive)
- US Marine - Center for Contemporary Conflict (englisch)
- airramstein.nato.int (Memento vom 5. März 2009 im Internet Archive)

### NRF in der Presse
- Christiane Buck, Kriegsspiel auf den Kapverden, in: Die Welt vom 27. Juni 2006
- Michèle Alliot-Marie auf WELT.de vom 7. November 2006
- Europäische Sicherheit 10/2007
- Düsseldorfer Institut für Außen- und Sicherheitspolitik 11/2005